# Allene Jeanes
Allene Rosalind Jeanes (Waco, 19 juli 1906 – Urbana, 11 december 1995) was een Amerikaans scheikundig onderzoekster. Haar onderzoek richtte zich voornamelijk op het gebied van de koolhydraten en de ontwikkeling van dextraan, een substantie ter vervanging van bloedplasma.

## Biografie
Jeanes werd geboren in de Texaanse stad Waco als dochter van Viola Herring en Largus Elonzo Jeanes, een spoorwegbeambte bij de St. Louis Southwestern Railroad. In 1928 behaalde ze haar bachelordiploma aan de Baylor-universiteit en het jaar erop haar mastergraad aan de Universiteit van Californië - Berkeley.
Van 1930 tot 1935 was Jeanes werkzaam als hoofddocent wetenschap aan het Athens College in Athens. Van 1936 tot 1937 was ze verbonden aan de Universiteit van Illinois als scheikundige instructrice. In 1938 promoveerde ze aan deze universiteit in de organische scheikunde, waar ze samenwerkte met Roger Adams.
Na haar promotie was ze tot 1940 werkzaam als onderzoekster bij het National Institutes of Health (NIH) onder Claude Hudson en was ze werkzaam op het National Bureau of Standards onder Horace S. Isbell. In 1941 kwam ze terecht bij Roy L. Whistler van het Northern Regional Research Lab (NRRL) in Peoria. Hier was ze tot 1976 als scheikundig onderzoekster werkzaam, waarbij ze een sleutelrol speelde die ervoor zorgde dat het NRRL het centrum werd van toegepaste koolhydratenwetenschap.

## Werk
Jeanes' onderzoeksgebied omvatte natuurlijke polysachariden, waaronder zetmeel (uit graan, mais, rijst en aardappelen), cellulose (uit katoen, hout en papier) en dextraan. Deze laatste verbinding kon ze echter moeizaam verkrijgen. Dat veranderde toen ze een monster van een lokale root beer-fabrikant verkreeg en haar vroeg te onderzoeken waarom het ze stroperig was. Ze ontdekte dat dit werd veroorzaakt door dextraan, die door een bacterie was gevormd. Het gevolg hiervan was dat ze nu grote hoeveelheden dextraan kon maken.
Deze ontdekking vormde de basis voor de massaproductie van dextraan en het gebruik ervan als bloedplasma-vervanger omdat het goed houdbaar was. Deze bloedplasma-vervangen werd om die reden toegepast op de slagvelden van de oorlogen in Korea en Vietnam. Het hield gewonden in leven totdat ze een bloedinfuus in veldhospitalen konden ontvangen.
Als resultaat van dit werk was Jeanes de eerste vrouw die in 1953 de "Distinguished Service Award" ontving, uitgereikt door het Amerikaanse ministerie van landbouw. In 1956 ontving ze de Garvan-medaille van de American Chemical Society, een onderscheiding voor vrouwelijke wetenschappers, en de Women's Service Award in 1962.
Jeanes maakte ook deel uit van het onderzoeksteam dat xanthaangom (E-415) ontwikkelde, een door de bacterie Xanthomonas campestris gevormde suiker die veel wordt toegepast in tandpasta, kauwgom en ijs.
Ze overleed op 11 december 1995. Vier jaar later, in 1999, werd ze postuum opgenomen in de ARS Science Hall of Fame voor haar "werk in microbiologisch onderzoek dat leidde tot de creatie van levensreddende polymeren gemaakt uit landbouwproducten".